# Улица Лермонтова (Павловск)
Улица Ле́рмонтова — улица в городе Павловске (Пушкинский район Санкт-Петербурга). Проходит от улицы Чернышевского до улицы Матросова.
Наименована в 1960-х годах в честь поэта М. Ю. Лермонтова, который в 1830-х годах бывал в Павловске.